# Next (boek)
De techno-thriller Next (2006) van Michael Crichton is een verzameling van vrij losstaande verhalen over uitwassen van gecommercialiseerde biotechnologie en gentechnologie. De verhalen worden losjes samengeweven in een verhaal. Dit komt volgens de auteur overeen met het werkelijke leven en is tegelijkertijd symbolisch voor de wijze waarop genen zijn ontdekt. Sommige genen bleken belangrijk, anderen weer niet. Soms hebben ze een effect, maar soms ook niet. Waar Jurassic Parc en The Lost World genetische determinatie belichten in een roman, wordt in Next meer aandacht besteed aan de maatschappelijke gevolgen. Want hoe absurd deze ook zijn weergegeven in dit boek, de onderliggende principes zijn reeds realiteit. 
Onderwerpen die in het boek behandeld worden zijn:
- patenteren van genen door universiteiten en farmaceutische bedrijven
- juridische disputen over eigendom van genen in levende mensen
- ongeoorloofd testen van virussen op mensen
- inbrengen van genen van een diersoort in een andere
- ontstaan van transgene dieren (mens-chimpansee)
- dieren als kunstvorm (bijvoorbeeld lichtgevende konijnen)
- verkoop van menselijke eicellen

Aan het eind van het boek komt de auteur tot de volgende conclusies:
1. Patenteren van menselijke genen zou niet toegestaan moeten worden
2. Er moeten duidelijke richtlijnen komen voor het gebruik van menselijke weefsels
3. Gegevens over genetische testen moeten openbaar worden, ook de mislukkingen
4. Onderzoek moet niet verboden worden, anders verhuist het naar het buitenland
5. Er moet een duidelijk onderscheid blijven tussen academisch onderzoek en commercieel onderzoek

## Trivia
Michael Crichton gebruikt in het boek een naam voor een kinderverkrachter, die in de echte wereld een kritische journalist is die een negatief artikel had geschreven over Michael Crichton.